# Paulo Macedo
Paulo Macedo, född 1963, är en portugisisk politiker och hälsominister sedan juni 2011. Han är utbildad företagsekonom.